# Tangeri-Tétouan
Tangeri-Tétouan era una delle 16 Regioni del Marocco, istituita nel 1997 e soppressa nel 2015.
La regione comprendeva le province e prefetture di:
- Prefettura di Fahs-Bni Makada
- Prefettura di Tangeri-Assila
- Provincia di Tétouan
- Provincia di Chefchaouen
- Provincia di Larache
- Prefettura di M'diq-Fnideq (creata nel 2004)
- Provincia di Ouezzane (creata nel 2010)

All'interno della Tangeri-Tétouan si trova l'enclave spagnola di Ceuta.